# Барон Ренвик
Барон Ренвик из Кумба в графстве Суррей — наследственный титул в системе Пэрства Соединённого королевства. Он был создан 23 декабря 1964 года для британского предпринимателя и государственного служащего, сэра Роберта Ренвика, 2-го баронета (1904—1973). Он работал в министерствах авиации и авиационной промышленности в годы Второй Мировой войны.
28 июня 1927 года титул баронета Ренвика из Кумба в графстве Суррей (Баронетство Соединённого королевства) был создан для его отца, сэра Гарри Бенедетто Ренвика (1861—1932).
По состоянию на 2024 год носителем титула является Роберт Джеймс Ренвик, 3-й барон Ренвик — старший сын Гарри Эндрю Ренвик, 2-й барона (1935—2020), который, в свою очередь, наследовал своему отцу в 1973 году. Он заседал в Палате лордов до принятия Акта Палаты лордов 1999 года, когда он потерял своё место в верхней палате парламента.

## Баронеты Ренвик из Кумба (1927)
- 1927—1932: Сэр Гарри Бенедетто Ренвик, 1-й баронет (13 июня 1861 — 7 января 1932), сын Эндрю Ренвика;
- 1932—1973: Сэр Роберт Бернем Ренвик, 2-й баронет (4 октября 1904 — 30 августа 1973), единственный сын предыдущего, барон Ренвик с 1964 года.

## Бароны Ренвик (1964)
- 1964—1973: Роберт Бернем Ренвик, 1-й барон Ренвик (4 октября 1904 — 30 августа 1973), единственный сын сэра Гарри Ренвика, 1-го баронета;
- 1973—2020: Гарри Эндрю Ренвик, 2-й барон Ренвик (10 октября 1935 — 2 августа 2020), сын предыдущего;
- 2020 — настоящее время: Роберт Джеймс Ренвик, 3-й барон Ренвик (род. 19 августа 1966), старший сын предыдущего;
  - Наследник титула: достопочтенный Майкл Дэвид Ренвик (род. 1968), младший брат предыдущего.